# 王樾
參數所指定的目標頁面不存在，建議更正成存在頁面或直接建立下列一個頁面（建立前請先搜尋是否有合適的存在頁面可以取代）：
- 王樾 (南宋状元)

王樾（1869年—1941年），字岚溪，号荫芝，男，陕西人，中华民国政治人物、中医医生。

## 生平
王樾是陕西省砖坪厅落金坪人。幼年一心学医。清朝光绪二十八年（1902年）中举人。光绪三十年（1904年）分发甘肃候补知县。宣统三年（1911年）后，历任成县、徽县知县。母亲生病，乃回到家乡侍奉母亲，并被聘为砖坪劝学所所长、高等小学校长。在劝学所内，王樾设立“中医切磋会”，以医会友，开展中西医结合治疗，吸收了许多地方名医及医学爱好者加入。
民国四年（1915年）夏，王樾应陕西省政务厅厅长杨开甲（安康举人）的邀请，来到西安八家巷行医。1916年，为陈树藩的亲朋治病，获陈树藩委任为陕西督军署军法课课长。1917年，获安康地方选举为中华民国第二届国会参议员。当时，王樾与旅居西安的砖坪县同乡谢焜等人联名请求更改该县名称，遂将砖坪县改为“岚皋县”。
1919年，王樾升任陕西省警察厅厅长。不久便退出政界，定居西安八家巷，重新从事医生职业。1926年，西安围城时，王樾医护伤病员，治愈了很多人，受到杨虎城、李虎臣将军的关照。1931年，西安流行疫病，王樾及儿子王子纬日夜抢救病人，救活了将近二万多人，获民众赠送“万家生佛”金字匾额。
1941年，王樾逝世。